# استصلاح (فقه)

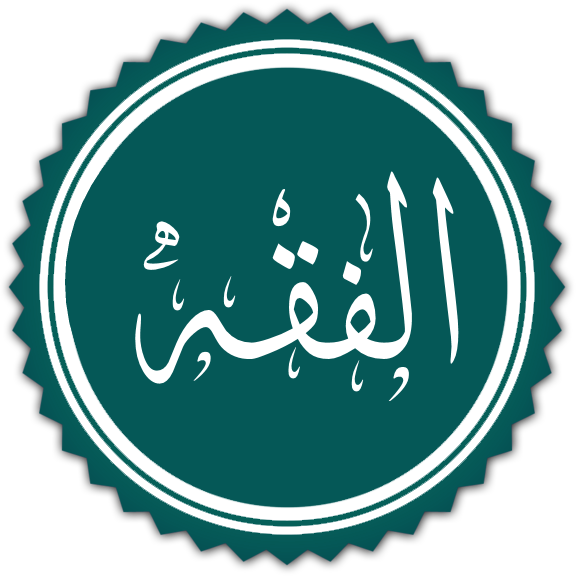

الاستصلاح في اللغة: العمل على إصلاح شيء ما
وفي الاصطلاح: الحكم في المسائل المحيِّرة التي لم يرد في شأنها نص واضح في الكتاب والسنة
والمصلحة في اللغة: المنفعة سواء كانت دنيوية أو أخروية بجلب نفع أو دفع ضرر.

## موقف الفقهاء من الاستصلاح
اتفق العلماء والفقهاء على أن الشرع جاء بحفظ المصالح وتكميلها ودرء المفاسد وتقليلها، وأن الله عز وجل قد راعى في أحكامه مصالح العباد وأن الشريعة ليست نكاية بالخلق ولا تعذيبا لهم، وإنما هي رحمة وتزكية فقد قال الله تعالى: ﴿وما أرسلناك إلا رحمة للعالمين﴾ سورة الأنبياء آية: 107.
وقال تعالى: ﴿يتلوا عليكم آياتنا ويزكيكم ويعلمكم الكتاب والحكمة ويعلمكم مالم تكونوا تعلمون﴾ سورة البقرة آية: 151. وقال في صفة رسوله: ﴿عزيز عليه ماعنتم حريص عليكم بالمؤمنين رؤوف رحيم﴾ سورة التوبة آية: 128. والاستصلاح دليل يستدل به في إثبات الأحكام الشرعية، وهو دليل يستدل به ولا يقدم على النص.

## أقسام المصلحة من حيث اعتبار الشرع لها
المصلحة من حيث اعتبار الشرع لها تنقسم إلى ثلاثة اقسام:
- مصلحة ملغاة:

وهي كل مصلحة أو منفعة دل الشرع الحكيم على عدم الاعتداد بها وعدم مراعاتها في الأحكام الشرعية، وذلك لانطوائها على مفسدة أعظم من هذه المنفعة، أو لأنها تفوت مصلحة أكبر ومثالها:
- مافي الزنا من لذة الشهوة للجنسين.
- مافي ترك قطع يد السارق من مصلحة تمتعه بأعضائه.
- مافي التسوية بين النساء والرجال في الميراث لمصلحة الترغيب للنساء الكافرات في الدخول في الإسلام.

فهذه المصالح ملغاة لأنها تخالف نصا صريحا واضحا أو تخالف إجماعا وإذا دققنا النظر فيها لوجدنا أنها مصالح جزئية تفوت مصالح كليه.
- مصلحة معتبرة وراعاها الشارع في أصل يقاس عليه:

ومثالها: مصلحة حفظ العقل الذي تضمنا تحريم الخمر فيقاس على الخمر كل مايذهب العقل مثل الحشيش والمخدرات ونحوها.
- مصلحة معتبرة بجنسها ولا يشهد لجنسها أصل معين بالاعتبار:

بمعنى أن نصوص الشرع العامة تدل على مراعاة جنس هذه المصلحة ولكننا لانجد نصا خاصا على تحقيق هذه المصلحة بهذا الحكم المعين بخصوصه، ومثال ذلك: المصلحة الناشئة من جمع القرآن في مصحف واحد فهذا العمل فيه مصلحة حفظ القرآن والدين ولكن لم نجد نصا يدل على حفظ الدين بهذه الطريقة بخصوصها، ولا بشيء يشبهها شبها يمكن أن يقاس عليه، وكذلك إشارات المرور في الشوارع العامة مثل ماتقدم.